# Dingli Swallows FC
Dingli Swallows FC is een Maltese voetbalclub uit Dingli. De club werd opgericht in 1948.

## Erelijst
First Division
2008/09

## Bekende (oud-)spelers
- Joreilly Chirino